# Pholidostachys
Pholidostachys je rod palmi smješten u tribus Geonomateae, dio potporodice Arecoideae. Postoji 8 priznatih vrsta rasprostranjenih od porječja Amazone do Nikaragve.

## Vrste
1. Pholidostachys amazonensis A.J.Hend.
2. Pholidostachys dactyloides H.E.Moore
3. Pholidostachys kalbreyeri H.Wendl. ex Burret
4. Pholidostachys occidentalis A.J.Hend.
5. Pholidostachys panamensis A.J.Hend.
6. Pholidostachys pulchra H.Wendl. ex Hemsl.
7. Pholidostachys sanluisensis A.J.Hend.
8. Pholidostachys synanthera (Mart.) H.E.Moore